# إريسل جروب
يتكون الأسطول البحري لخطوط الشحن لجمهورية إيران الإسلامية (إريسل جروب) من 115 سفينة تجوب المحيطات ، بطاقة إجمالية تبلغ 3.3 مليون . يتكون هيكل ملكية الأسطول من 87 سفينة تعمل في المحيط في إريسل و 28 نوعًا مختلفًا من السفن تحت علم الشركات التابعة ، بما في ذلك خازار للشحن و فالفجر وكذلك شركات الشحن الإيرانية الهندية. ويعمل بها 6000 موظف إيراني ، بما في ذلك موظفو الشاطئ ، وضباط السفينة ومحركو السيارات ، فضلاً عن التصنيفات ، الذين يعملون تحت علم جمهورية إيران الإسلامية في بحر قزوين ، والخليج الفارسي ، والمياه الدولية وموانئ مختلفة في العالم.
تمت معاقبة إريسل من قبل الولايات المتحدة والأمم المتحدة والاتحاد الأوروبي والأطراف الأخرى لدورها في تطوير برامج الصواريخ النووية والباليستية الإيرانية. ومع ذلك ، كان من المتوقع عودة الخط إلى السوق العالمية في أوائل شتاء عام 2016 ، نتيجة للاتفاق النووي الإيراني بين إيران وقوى يورو 3+3 / مجموعة 5+1 ، والاتحاد الأوروبي في أغسطس 2015.  أعلنت إريسل أيضًا عن خططها لتصبح واحدة من أفضل عشر خطوط شحن في العالم بحلول عام 2020. 

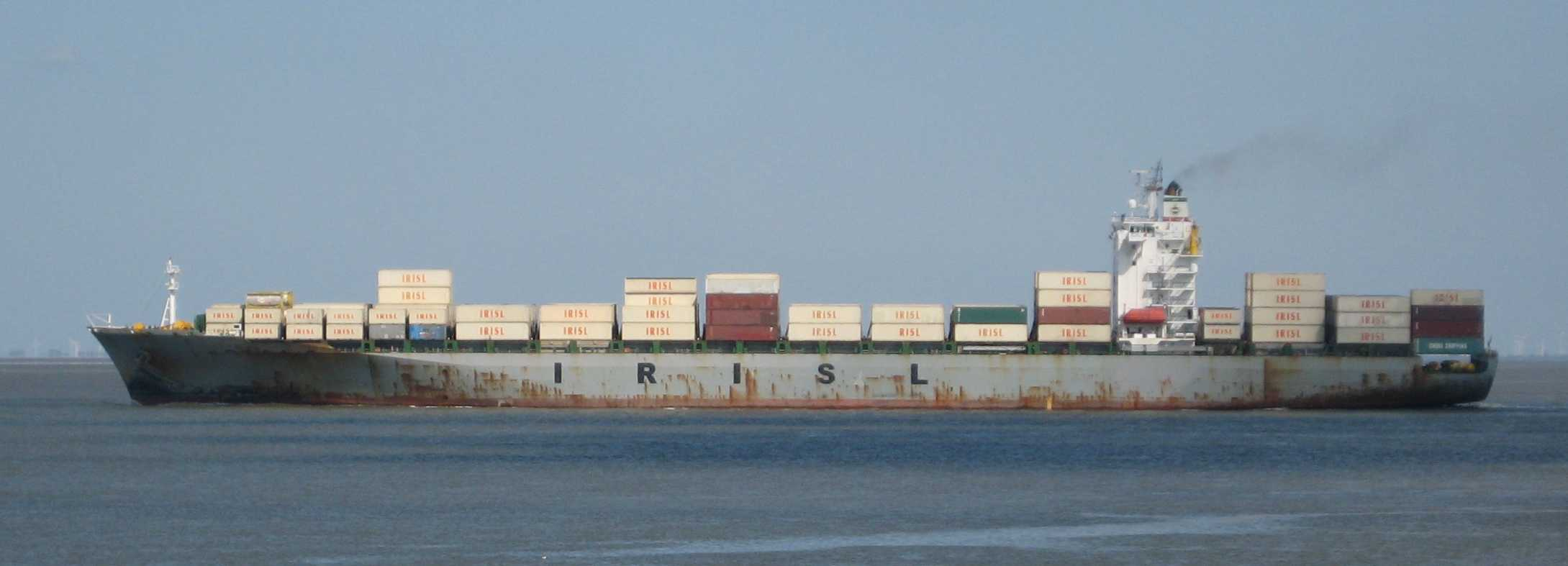
IRISL سفينة الحاويات مع IRISL الحاويات

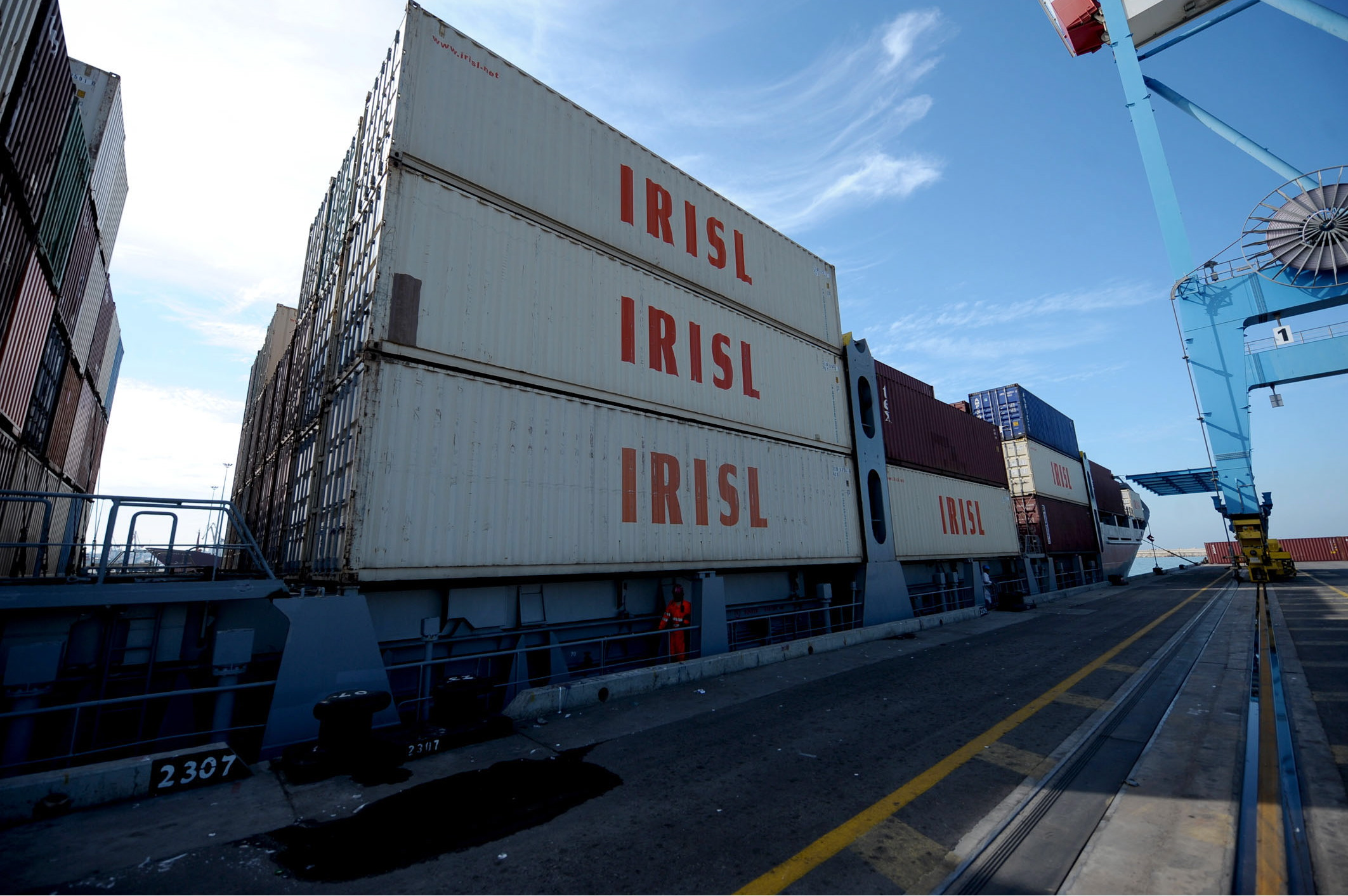
حاويات IRISL شوهدت في إسرائيل.

## روابط خارجية
- الموقع الرسمي
- هيئة الموانئ والشحن البحري الإيرانية
- موانئ إيران تستثمر
- شركة ماروس للملاحة
- إيران الشاحن يتهرب من القائمة السوداء للولايات المتحدة - مقال في وول ستريت جورنال حول IRSL والعقوبات ضد إيران

تقارير متخصصة
- BMI - تقرير الشحن في إيران - 2010 ( تقرير من 86 صفحة عن صناعة الشحن في إيران)